# Dirka po Franciji 1922
Dirka po Franciji 1922 je bila 16. dirka po Franciji, ki je potekala od 25. junija do 23. julija 1922.
Tour 1922 se je vpisal v zgodovino kot prvi, v katerem je bila časovna razlika prvih petih tekmovalcev v skupni razvrstitvi na koncu manjša od ene ure in po tem, da ga je osvojil še do danes (2008) najstarejši zmagovalec Tour de France, takrat 37-letni Firmin Lambot.
Sama dirka je imela dva obraza. V prvem delu so prevladovali francoski kolesarji na čelu z Jeanom Alavoineom, ki je nosil rumeno majico od 8. do 12. etape. V drugem delu so prevladovali belgijski kolesarji s Philippom Thysom, ki je zmagal kar na treh zaporednih etapah (8. do 10. etapa) in v zadnji 15. etapi. Odločilna je bila 13. etapa, po kateri je prešel v vodstvo Firmin Lambot, ki je sicer zaostal za rumeno majico Hectorjem Heusghemom. Slednji je zaradi menjave kolesa na dirki dobil po etapi kazen pribitka ene ure, medtem ko je Jean Alavoine precej zaostal. Lambotu je uspelo obdržati vodstvo vse do konca, s čimer je postal prvi in edini zmagovalec Toura doslej, ki mu ni uspelo zmagati niti ene etape.
Ekipno zmago je doseglo kolesarsko moštvo Peugeot.

## Pregled
| Kategorije                          | Podatki       |
| ----------------------------------- | ------------- |
| Začetek-konec                       | Pariz - Pariz |
| Dolžina (km)                        | 5.375         |
| Število etap                        | 15            |
| Povprečna hitrost zmagovalca (km/h) | 24,196        |
| Kolesarjev                          | 121           |
| Tekmo končalo                       | 38            |

| Etapa | Datum     | Start in cilj                       | Dolžina | Etapni zmagovalec | Čas         | Rumena majica    |
| ----- | --------- | ----------------------------------- | ------- | ----------------- | ----------- | ---------------- |
| 1     | 25. junij | Pariz, Argenteuil - Le Havre        | 388 km  | Robert Jacquinot  | 15h 11' 48" | Robert Jacquinot |
| 2     | 27. junij | Le Havre - Cherbourg                | 364 km  | Romain Bellenger  | 15h 07' 53" | Robert Jacquinot |
| 3     | 29. junij | Cherbourg - Brest                   | 405 km  | Robert Jacquinot  | 17h 34' 44" | Robert Jacquinot |
| 4     | 1. julij  | Brest - Les Sables-d'Olonne         | 412 km  | Philippe Thys     | 15h 16' 24" | Eugène Cristophe |
| 5     | 3. julij  | Les Sables d'Olonne - Bayonne       | 482 km  | Jean Alavoine     | 19h 27' 45" | Eugène Cristophe |
| 6     | 5. julij  | Bayonne - Luchon                    | 326 km  | Jean Alavoine     | 14h 28' 44" | Eugène Cristophe |
| 7     | 7. julij  | Luchon - Perpignan                  | 323 km  | Jean Alavoine     | 12h 05' 43" | Jean Alavoine    |
| 8     | 9. julij  | Perpignan - Toulon                  | 411 km  | Philippe Thys     | 15h 47' 18" | Jean Alavoine    |
| 9     | 11. julij | Toulon - Nica                       | 281 km  | Philippe Thys     | 11h 40' 12" | Jean Alavoine    |
| 10    | 13. julij | Nica - Briançon                     | 274 km  | Philippe Thys     | 12h 50' 07" | Jean Alavoine    |
| 11    | 15. julij | Briançon - Ženeva                   | 260 km  | Emile Masson      | 10h 49' 14" | Jean Alavoine    |
| 12    | 17. julij | Ženeva - Strasbourg                 | 371 km  | Emile Masson      | 15h 15' 43" | Hector Heusghem  |
| 13    | 19. julij | Strasbourg - Metz                   | 300 km  | Federico Gay      | 12h 02' 34" | Firmin Lambot    |
| 14    | 21. julij | Metz - Dunkerque                    | 433 km  | Félix Sellier     | 17h 07' 09" | Firmin Lambot    |
| 15    | 23. julij | Dunkerque - Pariz, Parc des Princes | 340 km  | Philippe Thys     | 14h 36' 57" | Firmin Lambot    |